# Medpedia
Medpedia（メドペディア）は医療、医学分野の情報を扱う、オープンアクセスのオンライン百科事典。2009年2月17日にスタートした。ハーバード大学医学部、スタンフォード大学医学部、カリフォルニア大学バークレー校公衆衛生学部、ミシガン大学医学部、イギリスのNational Health Service、その他多くの機関の協力のもと、最新でかつ信頼性の高い医療・医学関連情報の無償提供を目指していた。2013年11月現在は公式サイトが閉鎖している。

## 解説

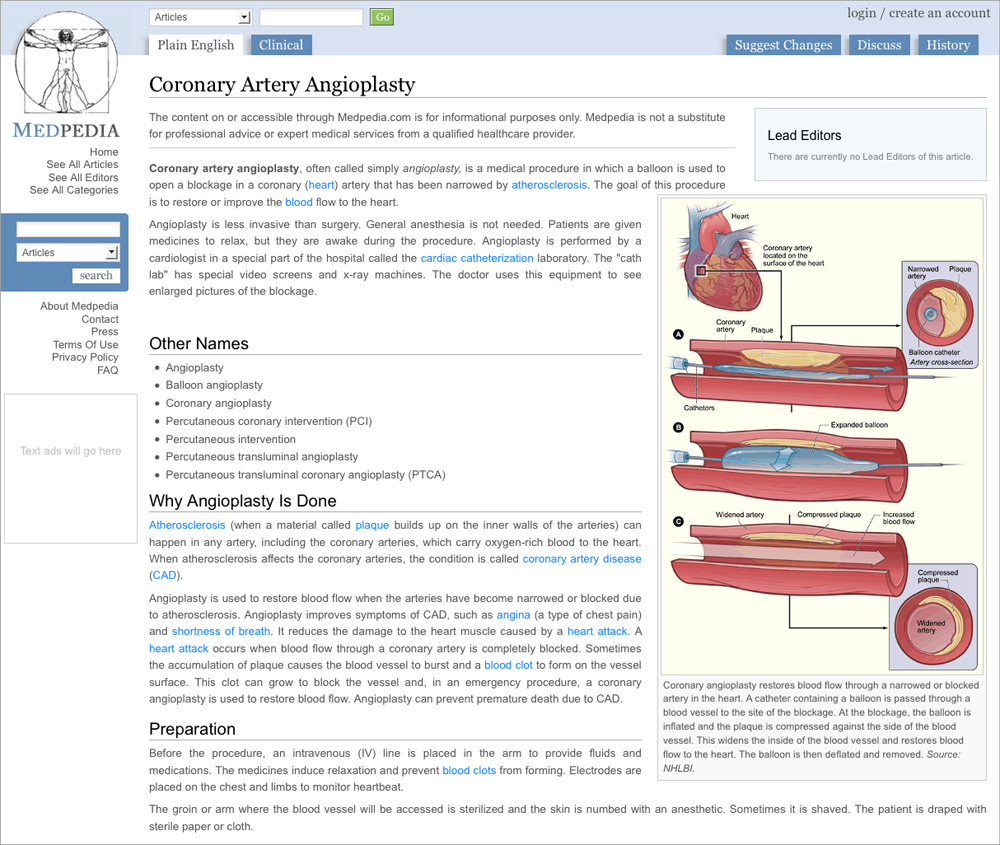
冠動脈形成術の記事。

Medpediaの記事の執筆は、医師または生物・医学分野で博士号を持つ人が行っている。記事は古くならないよう最新の状態（up-to-date）に保つことが心がけられている。サイトを動作させているソフトウェアはMediawiki（ウィキペディアで使われているソフトウェア）である。Medpedia用のかなりのカスタマイズに加え、動画取り込みやFlaggedRevisionといった様々な最新の拡張機能が利用されている。